# Cantone di Jaunay-Clan
Il Cantone di Jaunay-Clan è una divisione amministrativa degli arrondissement di Châtellerault e di Poitiers.
È stato istituito a seguito della riforma dei cantoni del 2014, che è entrata in vigore con le elezioni dipartimentali del 2015.

## Composizione
Comprende i comuni di:
- Beaumont Saint-Cyr
- Chabournay
- Dissay
- Jaunay-Clan
- Marigny-Brizay
- Saint-Georges-lès-Baillargeaux
- Vendeuvre-du-Poitou